# Esiliati interni in Grecia

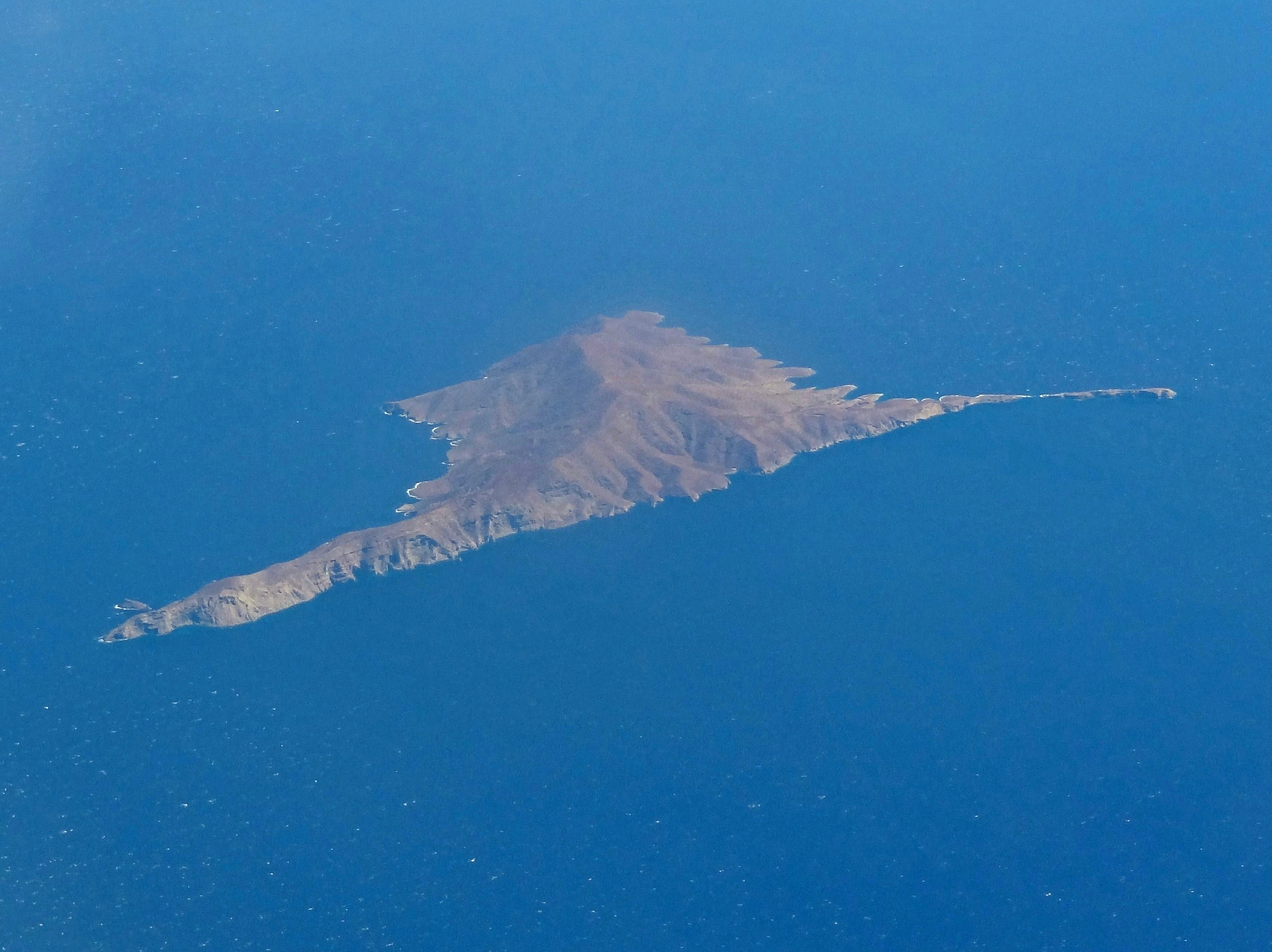
20.000 prigionieri politici furono esiliati a Gyaros durante e dopo la guerra civile greca.

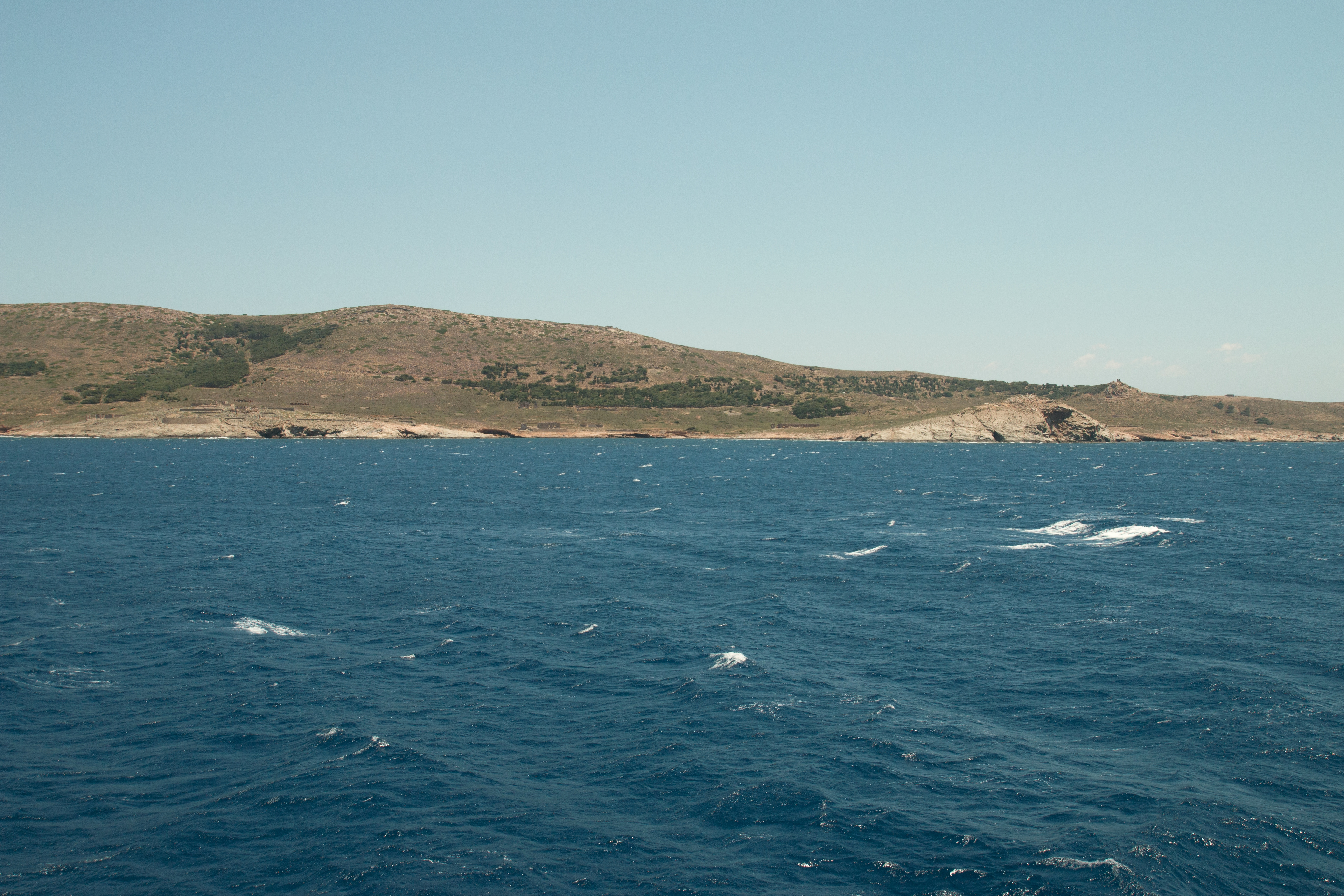
Makronisos da un traghetto

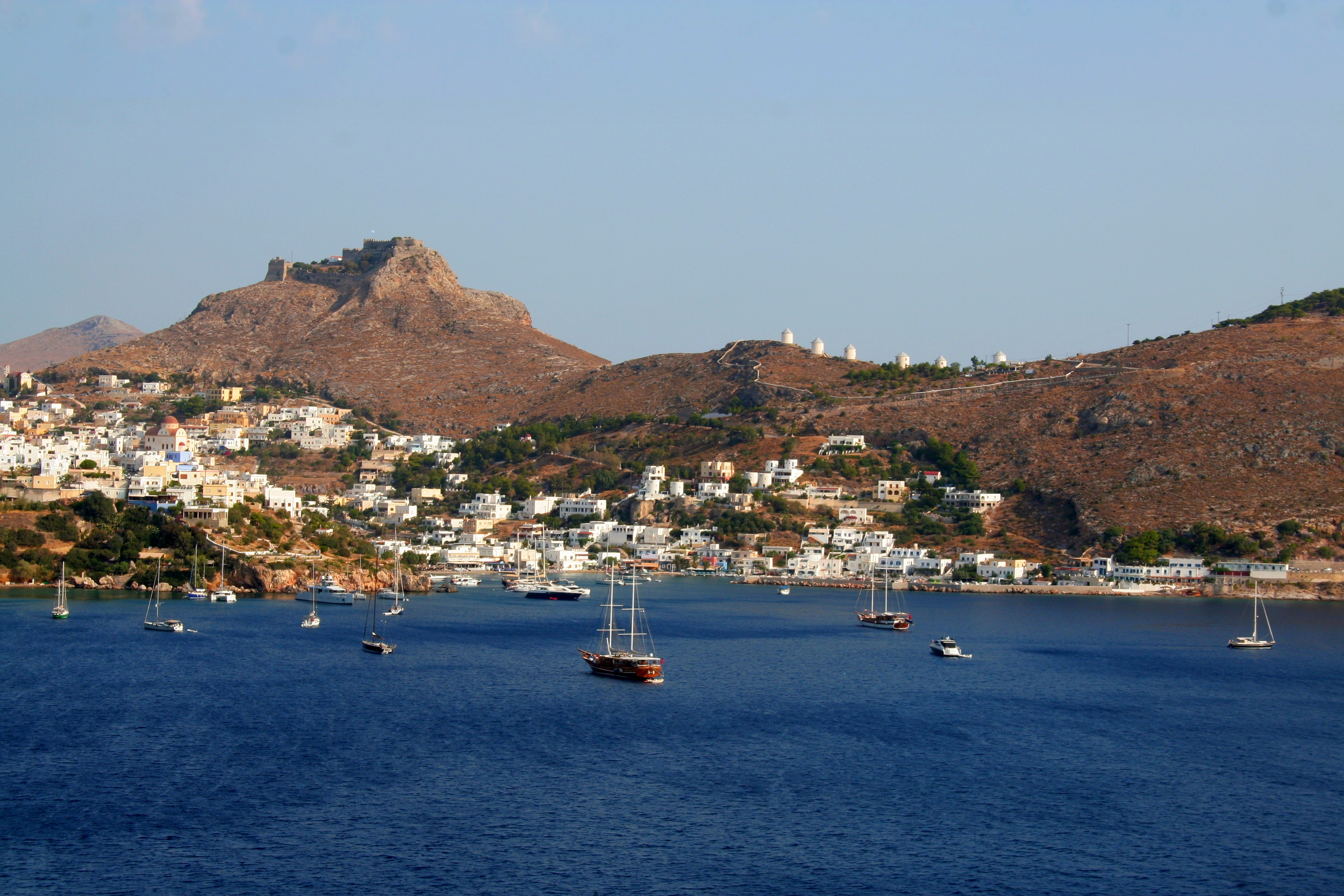
Migliaia di persone furono esiliate a Leros durante la giunta greca

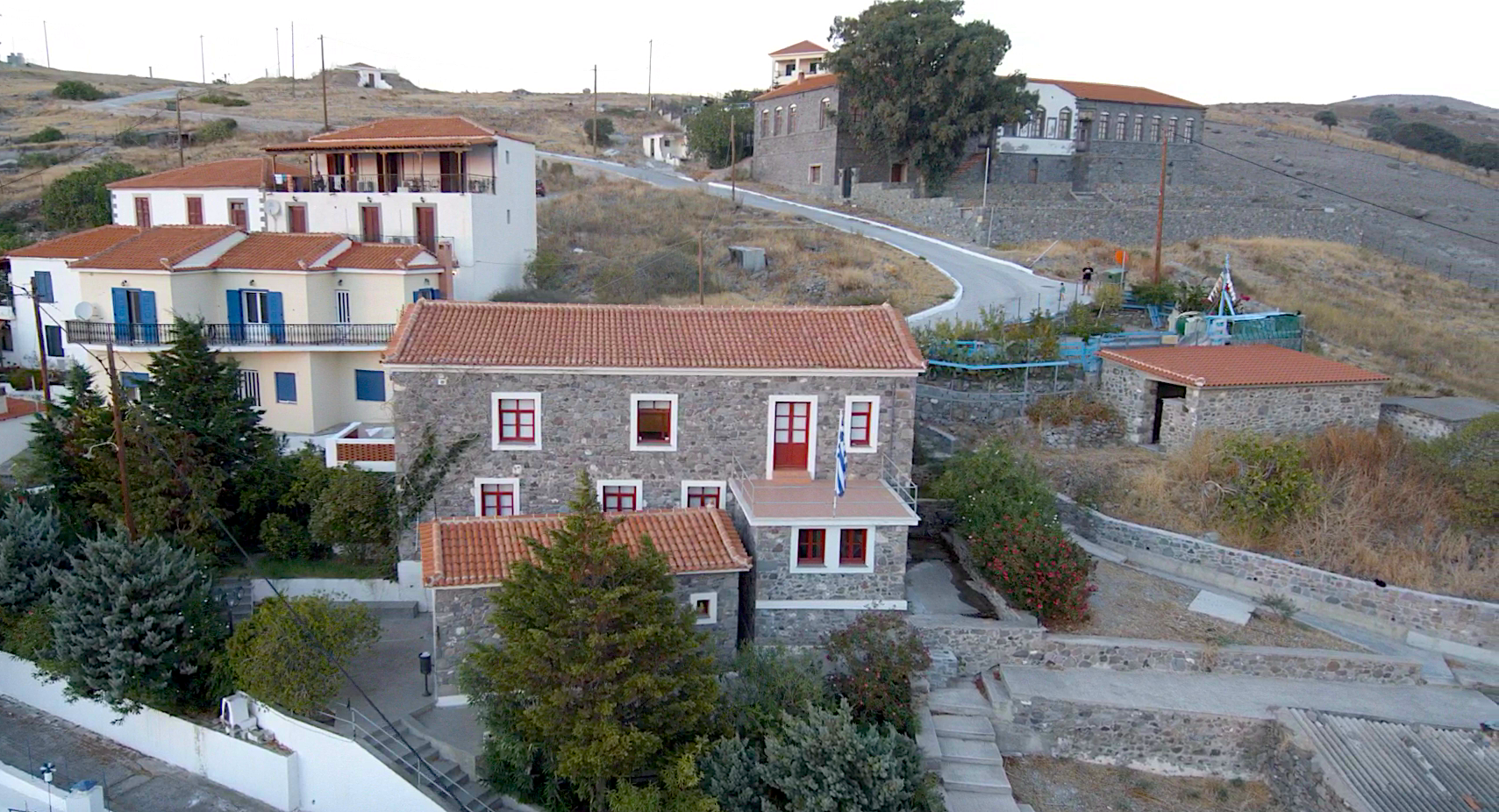
Museo della Democrazia ad Agiostrati

L'esilio interno fu usato per punire i dissidenti politici da vari governi greci, tra cui la dittatura di Metaxas, il governo durante la guerra civile greca e la giunta greca. Quelli presi di mira venivano in genere inviati alle isole greche più piccole. Più di 100 località furono utilizzate per l'esilio in varie epoche del XX secolo.

## Contesto
L'esilio interno ha una lunga storia di utilizzo da parte dei governanti della Grecia e all'inizio del XX secolo era utilizzato per gli oppositori del venizelismo, come monarchici, conservatori o comunisti. Durante lo scisma nazionale e dopo l'avvento di Venizelos al potere, nell'estate del 1917, molti oppositori politici (come l'ex primo ministro Spyridon Lambros) furono messi in esilio interno.
L'esilio era preferito alla prigionia sulla terraferma perché le carceri continentali erano sovraffollate e l'esilio rendeva più facile controllare la corrispondenza dei prigionieri e limitare la loro influenza politica. La legge Idionymon del 1929 criminalizzò le idee e le azioni sovversive, portando ad un aumento del numero di prigionieri. L'isola di Agiostrati fu utilizzata dal 1929 e non venne chiusa fino al 1974. Fino al 1943 non c'erano campi e gli esuli prendevano in affitto le case dai residenti locali.

## Regime di Metaxas
I campi di prigionia per dissidenti politici su isole aride furono istituiti dal regime di Metaxas (1936-1941). Sotto Metaxas circa 1.000 furono condannati all'esilio interno, inclusi membri del Partito Comunista di Grecia, socialisti, organizzatori sindacali e altri che si opponevano al governo. La maggior parte di quelli imprigionati erano della classe operaia, ma altri erano intellettuali. I prigionieri condannati all'esilio interno erano portati su isole aride dove dovevano organizzare il proprio cibo e rifugio.

## Guerra civile greca
Durante e dopo la guerra civile greca (1946-1949), migliaia di combattenti di sinistra e sospetti simpatizzanti furono arrestati e imprigionati. Dopo la guerra civile, i prigionieri politici continuarono a essere detenuti per tutti gli anni '50 e '60. L'isola di Makronisos fu utilizzata dal 1947 al 1955 e divenne una sorta di "campo modello" per la giunta greca. Ad Agiostrati, dove tra il 1946 e il 1947 furono inviate 5.500 persone tra donne e bambini, furono allestiti per la prima volta dei campi. Ventimila furono mandati in un campo di concentramento sull'isola disabitata di Gyaros, soprannominata "Dachau del Mediterraneo". I prigionieri dovettero lavorare alla costruzione della prigione, ma non appena fu completata l'isola fu chiusa nel 1952 a causa della condanna delle Nazioni Unite per le cattive condizioni in cui versava. Agiostrati, designati per i prigionieri "impenitenti", rimase aperta fino al 1963, anche se il numero dei prigionieri diminuì gradualmente.

## Giunta greca
In seguito al colpo di stato del 21 aprile 1967, la giunta ampliò l'arresto dei dissidenti politici e l'uso delle isole carcerarie. Circa 6.000 persone furono inviate a Gyaros, oggi chiamata "Gulag greco". La giunta negò che vi fossero detenuti prigionieri politici, ma la menzogna fu smascherata quando i giornalisti tedeschi di Stern noleggiarono un aereo e fotografarono l'isola dall'alto, rivelando la verità. Gyaros fu chiusa nel novembre 1968 in seguito alle proteste internazionali per le sue cattive condizioni e alle critiche della Croce Rossa. Agiostrati, riaperta dalla giunta e utilizzata per singoli casi, fu devastata da un terremoto del 1968 che distrusse gran parte del campo dove i prigionieri erano costretti a vivere.
Nell'ottobre 1974, poco prima delle elezioni parlamentari greche del 1974, cinque leader della giunta, compreso Georgios Papadopoulos, furono temporaneamente esiliati a Ceo.

## Conseguenze
La pratica dell'esilio interno fu abolita nel 1974, durante la Metapolitefsi. L'isola di Makronisos è protetta dal 1989. La Grecia sta cercando di far riconoscere l'isola dall'UNESCO come Patrimonio dell'Umanità, per "preservare l'isola dell'esilio e le sue rovine rimaste come simboli della lotta contro il fascismo, e degli spiriti umani e del trionfo della democrazia contro l'oppressione e la disumanizzazione".